# 붓다 베이비
붓다 베이비 (Buddha Baby)는 MC 스나이퍼를 중심으로 조직된 힙합 크루이다. 2000년 경부터 활동을 시작하였으며, 현재 한국 힙합 메인스트림에서 주축을 이루는 크루 중 하나로 성장하였다. 크루의 이름은 "부처의 아이"란 뜻으로, MC 스나이퍼가 불교 신자인데서 나온 것이다. 2BZ라는 별명으로도 불린다.
2004년 스나이퍼 사운드가 설립되어 이들의 활동 기반이 되어주었으며, 점차 크루의 정체성보다는 스나이퍼 사운드로써의 정체성이 강해져 2013년 기준으로는 사실상 스나이퍼 사운드로 활동 전체가 옮겨갔다.

## 역사
1998년 MC 스나이퍼는 스나이퍼 대군단이라는 크루를 조직하였으며, 이 크루를 전신으로 하여 2000년 Buddha Baby라는 크루가 결성되었다. 이들의 활동은 클럽 Slug.er를 중심으로, MC 스나이퍼가 주축이 되어 배치기, Illinit 등의 멤버가 도움을 주었으며, 멤버는 아니지만 Hi-Stock, DJ P-Masta 등과도 긴밀한 관계를 맺으며 활동하였다.
2002년 MC 스나이퍼가 첫 번째 앨범을 내고 메인스트림에서 활동을 시작하면서 Buddha Baby도 사람들에게 이름을 알렸다. 비록 MC 스나이퍼의 첫 번째 앨범에서 그들의 존재는 크지 않았으나, 그다음 나온 Special Limited Edition 앨범에는 Buddha Baby 멤버들이 피쳐링 외에도 솔로곡을 싣는 등 폭 넓은 참여를 하였다. 2004년에는 더욱 체계적인 활동 기반을 갖추기 위해 레이블 Sniper Sound가 설립되었고, 창립 당시 Buddha Baby 멤버들 전원이 이 레이블에 소속된 것으로 추정된다. 이 레이블의 첫 활동은 배치기 1집 Giant였다.
Sniper Sound는 본래 Buddha Baby만의 레이블이라는 이미지가 대외적으로 강하였으나, Outsider를 영입하면서 점차 크루 외의 멤버들도 받아들이는 경향이 생겨났다 (Outsider는 얼마 정도 시간이 지나 Buddha Baby에 합류하였다). 2006년에는 멤버 중 Kinetic Flow가 1집 발매 후 MC 스나이퍼와의 불화로 탈퇴하는 불미스러운 일이 있었으나, 그 후 비정기 단체 공연 SNIPERSOUND Concert 첫 회를 열고, 소속 멤버들이 꾸준히 활동을 이어나가 기반을 확립하였다.
2009년에는 붓다 베이비 멤버와 Sniper Sound 아티스트를 포함한 오버, 언더, 인디뮤지션들이 대거 참여한 앨범, One Nation이 발매되어 붓다 베이비가 오랫동안 비판받아온 특유의 폐쇄성과 획일성을 극복하려는 움직임을 보였다. 2010년 들어서는 Outsider의 2.5집, Illinit 개인의 첫 번째 앨범인 EP 앨범 The I 등을 발표하였으며 2010 SNIPERSOUND라는 이름으로 디지털 싱글들도 발표했다. 이어 2011년에는 Illinit의 첫 번째 정규앨범 Triple I와 Mr. Room9과 MC BK의 솔로 앨범, Ugly Picture의 앨범이 발매됐다. 이처럼 2011년은 붓다베이비 역사상 가장 활발한 활동을 보였던 해였으나, 붓다베이비의 창립 멤버이자 MC 스나이퍼와의 의리를 과시해왔던 배치기가 군 복무중 MC 스나이퍼의 음악성을 탈피하고 싶다는 입장을 밝히며 탈퇴하기도 하기도 하였다. 또한 2013년 7월 1일 기준으로 아웃사이더와의 소송 등으로 인해 Outsider 또한 붓다 베이비에서 탈퇴한 것이라 추측된다.
2013년 기준으로는 붓다 베이비라는 단체보다 Sniper Sound의 이름이 더 크게 알려진 상태이며, MC Sniper 및 여러 멤버들이 Sniper Sound를 내세우며 활동함에 따라 실제로 어떤 멤버가 Sniper Sound이고 어떤 멤버가 Buddha Baby인지 아닌지가 구분이 힘들어진 상태이다. 또, 스나이퍼 사운드는 신입을 받는 반면 Buddha Baby는 새로운 멤버를 들이지 않는 기간이 이어지면서 사실상 Buddha Baby는 사라지고 스나이퍼 사운드만 남았다고 보는 견해가 많다.

## 단체 디스코그래피[2]
- 2009년 3월 2일 One Nation
- 2010년 4월 9일 2010 Snipersound Pt.1 MC Sniper & Illinit - 《만우절 (Mirror)》 디지털 싱글
- 2010년 8월 9일 2010 Snipersound Pt.2 Mr. Room9 -《할 수 있어》 디지털 싱글
- 2010년 9월 17일 2010 Snipersound Pt.3 MC Sniper -《하쿠나 마타타》디지털 싱글
- 2013년 4월 17일 Not in Stock 디지털 싱글
- 2013년 5월 15일 Not in Stock pt.2 송래퍼 - 《엄마》 디지털 싱글
- 2013년 6월 29일 Not in Stock pt.3 취랩 - 《참을 수 없는 힙합의 가벼움》 디지털 싱글
- 2013년 8월 8일 Not in Stock pt.4 MC Sniper - Y 디지털 싱글

## 멤버
초기에는 Sniper Sound와 Buddha Baby는 별개의 단체로, Sniper Sound이면서 Buddha Baby가 아닌 경우가 간혹 있었다. 그러나 Sniper Sound에서 계약 해지를 하고 나간 경우 보통 Buddha Baby에서 탈퇴했다고 후속 발표가 되었으며, Sniper Sound에 계약됐던 멤버인 아웃사이더, KEIKEI가 얼마 후 Buddha Baby에 속한 것으로 볼 때, 이 두 단체의 멤버는 시간이 지나면서 동일시되는 성격을 띤다고 볼 수 있다.
현재는 Sniper Sound가 Buddha Baby의 거의 모든 활동을 대체하고 있는만큼 현재 멤버와 과거 멤버의 구분이 큰 의미는 없다.

### 현재 멤버
- MC 스나이퍼
- MC BK

### 과거 멤버
- Kinetic Flow - 비도승우, U.L.T
- DJ Road (of KTC.O.B)
- Baezik (前 Vespid)
- 케이밤 (前 Vespid)
- Psyops (前 배치기)
- Peda (前 배치기)
- DJ P-Masta
- 배치기 - 무웅, 탁
- Mr. Room9
- KK
- Outsider
- Illinit

## 단체곡
Buddha Baby는 유독 다른 크루에 비해 단체곡이 많다. 어떤 이들은 이것을 Buddha Baby가 '끼리끼리 노는' 것의 단면이라고 비판하지만, 팬들에게는 늘 좋은 선물이 되어주고 있다. 아래 리스트에는 "Sniper Sound의 단체곡"도 포함하였다.
- Bird Flying through the Night - 맨처음 MC Sniper Special Limited Edition에 실렸고 이후 DJ P-Masta의 앨범 Owl's Night에 수록.

참여진: MC Sniper, Illinit, Kinetic Flow (비도승우, U.L.T.), Room9, Baezik, MC BK, 배치기 (Zenio7, TakTak36, Psyops), DJ P-Masta
- Champion - MC Sniper 《初行 (초행)》 수록

참여진: MC Sniper, U.L.T., Illinit, MC BK, 배치기 (Zenio7, TakTak36)
- Buddha Baby - MC Sniper 《初行 (초행)》 수록

참여진: MC Sniper, Kinetic Flow (비도승우, U.L.T.), Skul1, A.D., TakTak36, DJ P-Masta
- 〈공제선〉 - 배치기 Giant 수록

참여진: 배치기 (무웅, 탁), 비도승우, Illinit, MC Sniper
- 〈허풍선〉 - 배치기 《마이동풍 (馬耳東風)》 수록

참여진: 배치기 (무웅, 탁), Kinetic Flow (비도승우, U.L.T.), MC Sniper
- Better than Yesterday - MC Sniper 《넌 얼마나 절실하니 (How Bad Do U Want It?)》 수록

참여진: Room9, 배치기 (무웅, 탁), DJ R2, MC BK, Outsider, MC Sniper
- One Nation - Sniper Sound 컴필레이션 One Nation 수록

참여진: MC Sniper, L.E.O, 배치기 (무웅, 탁), Illinit, Outsider, 취랩, DJ R2, Krayzie Bone
- 〈일기장을 펼치고〉 - L.E.O. 《보물섬》 수록

참여진: L.E.O., MC Sniper, 취랩, Ugly Picture (MC BK, Mr. Room9), Illinit, Outsider, KEIKEI
- 〈좀 더 바삐〉- Illinit Triple I 수록

참여진: MC Sniper, L.E.O, KEIKEI, Illinit, Ugly Picture (MC BK, Mr. Room9), 취랩
- Hi Dear - 삼성전자 갤럭시 캠페인 "How to Live Smart" 주제가

참여진: MC Sniper, Ugly Picture (MC BK, Mr. Room9), Illinit, KEIKEI, 배슬기
- Better Days - MC Sniper Full Time 수록.

참여진: MC Sniper, Ugly Picture (MC BK, Mr. Room9), Illinit, 취랩, KEIKEI, DJ Young
- Not in Stock - Sniper Sound Not in Stock 수록.

참여진: MC Sniper, 송래퍼, MC BK, 이고밤 (을, 관우), 취랩

## 이슈

### Kjun과의 디스전
2008년 4월 9일 Kjun은 자신의 미니홈피를 통해 Buddha Bar라는 곡을 올렸는데, 이것은 Buddha Baby와 Sniper Sound를 디스하는 곡이었다. 이에 대한 반격은 당시 Buddha Baby에 새로 들어온 멤버 KEIKEI가 했으며, 역시 개인 미니홈피를 통해 Fuckers-Class라는 곡으로, Kjun 뿐만이 아닌 Overclass 크루 전체를 디스하였다. 이에 대한 Kjun의 직접적인 반격은 없었으나, 미니홈피에 이 곡에 대해 반격하는 글을 올려서 이슈는 식지 않았다.
5월 1일에는 힙플 뉴스를 통해 Kinetic Flow가 Who Wanna Fuck wit Us란 곡을 발표하였는데, Kinetic Flow는 당시 Buddha Baby에서 탈퇴한 후였기 때문에 큰 화제가 되었다. 이에 대해 Kjun은 Kinetic Flow를 조롱하는 글과 함께 미니홈피에 "Kamikaze Flow Preview"라는 예고편 형식의 곡을 올렸다. 그는 이 글에서 "오늘 완곡을 올리지 못하는 이유는 잠시 후에 뭔가 있거든"이라고 짧게 언급하였으나, 현재까지 이 곡은 완성본이 올라오지 않아 디스전은 흐지부지 끝난 것이 되었다.

### 비판
Buddha Baby에 대한 비판은 MC Sniper에 대한 것이 중심에 있다. 이는 Buddha Baby의 음악에 MC Sniper의 영향이 크기 때문이며, 그때문에 천편일률적이고 단순하다는 MC Sniper 음악에 대한 비판을 벗어나지 못하는 것이다. 또한, Buddha Baby를 비판하는 이들은 Buddha Baby 팬들 역시 속칭 "붓다빠"로 부르면서 이들 때문에 크루가 욕을 먹는 점도 있다고 얘기하고 있다.